# Vince Lombardi
Vincent Thomas Lombardi (11. června 1913 New York – 3. září 1970 Washington, D.C.) byl trenér amerického fotbalu a manažer National Football League (NFL). Je považován za nejlepšího trenéra v historii amerického fotbalu a jednoho z nejlepších v historii amerického sportu vůbec. Je známý především jako hlavní trenér Green Bay Packers během 60. let. Pod jeho vedením tým vyhrál první dva Super Bowly.
Lombardi byl synem italských přistěhovalců. Trenérskou kariéru zahájil jako asistent a později hlavní trenér na střední škole ve státě New Jersey. Později trénoval tým New York Giants, pracoval také pro vojenskou akademii Spojených států. V letech 1959 až 1967 byl hlavním trenérem Green Bay Packers a v roce 1969 Washington Redskins.
V září 1970 zemřel na rakovinu, bylo mu 57 let. Na jeho počest byla jmenována trofej NFL Super Bowl.